# 伊藤優津樹
伊藤 優津樹（いとう ゆづき、1974年4月7日 - ）は、静岡県出身の元サッカー選手。ポジションはMF。現在はサッカー指導者などを務める。

## 経歴

### 現役時代
浜北キッカーズ～東海大学第一中学校～静岡北高校。静岡県出身の地元選手として、Jリーグが開幕した1993年に清水エスパルスに入団。2年目から公式戦の出場機会を与えられ、貴重な左利きの選手として起用される事が多かった。
1998年、新たな出場機会を求めて旧JFLの川崎フロンターレに移籍。伊藤より1歳年下で、1年早く清水から川崎に移籍していた長橋康弘とのコンビで左サイドでのレギュラー獲得が期待されたが、自身がケガで悩まされ、同ポジションでは久野智昭が活躍した事もあり、翌1999年のJリーグディビジョン2（J2）にかけてほとんど試合に出られなかった。
2000年、伊藤はJリーグディビジョン1（J1）昇格を果たした川崎を離れ、J2のコンサドーレ札幌に期限付き移籍。ここでは岡田武史監督に左サイドのレギュラーとして起用され、サイド攻撃でマルシオ・エメルソン・パッソスのゴールをアシストした。結果、札幌はJ2優勝、エメルソンは得点王、そして伊藤は自己史上でのJリーグ最多試合出場という最良のシーズンとなった。2001年も期限付き移籍を延長し、J2に降格した川崎には戻らずに札幌で4年ぶりのトップリーグ挑戦となった。同年は伊藤にとって唯一のゴールも記録したが、再び負傷が増えて、湘南ベルマーレから移籍した和波智広にレギュラーを明け渡した。
2002年に川崎へ復帰。やはり左サイドやトップ下での起用となったが、慢性化したケガの影響は抜けず、さらに塩川岳人に加えて2003年から加入したアウグスト・ペドロ・デ・ソウザが左サイドのライバルとなって、伊藤の出場機会は増えなかった。そして、チームはJ2優勝と翌年からのJ1復帰を決めたが、自らは公式戦での出場が無かった2004年シーズンを最後に現役を退いた。

### 現役引退後
現役引退後は、長野県佐久地域でのサッカースクールやフットサル教室を行う株式会社シンカーズの設立に参加し、その取締役となり小学生の指導を開始。現在では佐久平地域の他、東京都板橋区でもサッカースクールを運営している。
同時に、シンカーズはフリースタイルサッカーチーム "Risky Play" のマネージメントも行っている。2006年、川崎フロンターレ創立10周年記念事業でOB選手を集めた記念試合に参加し、2007年からは年に数回、川崎が川崎市等々力陸上競技場で主催する試合でRisky Playがパフォーマンスを行う事になった。
この他、フットサルウェアのブランド"gol. JAPAN"（ゴル・ジャパン）のアドバイザーも務めている。

## 所属クラブ
- 1990年 - 1992年 静岡北高校
- 1993年 - 1997年 清水エスパルス
- 1998年 - 2004年 川崎フロンターレ
  - 2000年 - 2001年 コンサドーレ札幌 (期限付き移籍)

## 個人成績
| 国内大会個人成績 | 国内大会個人成績 | 国内大会個人成績 | 国内大会個人成績 | 国内大会個人成績 | 国内大会個人成績 | 国内大会個人成績 | 国内大会個人成績 | 国内大会個人成績 | 国内大会個人成績 | 国内大会個人成績 | 国内大会個人成績 |
| 年度             | クラブ           | 背番号           | リーグ           | リーグ戦         | リーグ戦         | リーグ杯         | リーグ杯         | オープン杯       | オープン杯       | 期間通算         | 期間通算         |
| 年度             | クラブ           | 背番号           | リーグ           | 出場             | 得点             | 出場             | 得点             | 出場             | 得点             | 出場             | 得点             |
| 日本             | 日本             | 日本             | 日本             | リーグ戦         | リーグ戦         | リーグ杯         | リーグ杯         | 天皇杯           | 天皇杯           | 期間通算         | 期間通算         |
| ---------------- | ---------------- | ---------------- | ---------------- | ---------------- | ---------------- | ---------------- | ---------------- | ---------------- | ---------------- | ---------------- | ---------------- |
| 1993             | 清水             | -                | J                | 0                | 0                | 0                | 0                | 0                | 0                | 0                | 0                |
| 1994             | 清水             | -                | J                | 5                | 0                | 0                | 0                | 1                | 0                | 6                | 0                |
| 1995             | 清水             | -                | J                | 18               | 0                | -                | -                | 1                | 0                | 19               | 0                |
| 1996             | 清水             | -                | J                | 13               | 0                | 0                | 0                | 0                | 0                | 13               | 0                |
| 1997             | 清水             | 17               | J                | 6                | 0                | 4                | 0                | 0                | 0                | 10               | 0                |
| 1998             | 川崎             | 6                | 旧JFL            | 2                | 1                | 2                | 0                | 0                | 0                | 4                | 1                |
| 1999             | 川崎             | 8                | J2               | 2                | 0                | 1                | 0                | 0                | 0                | 3                | 0                |
| 2000             | 札幌             | 19               | J2               | 33               | 0                | 1                | 0                | 1                | 1                | 35               | 1                |
| 2001             | 札幌             | 19               | J1               | 14               | 1                | 2                | 0                | 1                | 0                | 17               | 1                |
| 2002             | 川崎             | 11               | J2               | 4                | 2                | -                | -                | 0                | 0                | 4                | 2                |
| 2003             | 川崎             | 11               | J2               | 10               | 0                | -                | -                | 1                | 0                | 11               | 0                |
| 2004             | 川崎             | 16               | J2               | 0                | 0                | -                | -                | 0                | 0                | 0                | 0                |
| 通算             | 日本             | 日本             | J1               | 56               | 1                | 6                | 0                | 3                | 0                | 65               | 1                |
| 通算             | 日本             | 日本             | J2               | 49               | 2                | 2                | 0                | 2                | 0                | 53               | 2                |
| 通算             | 日本             | 日本             | 旧JFL            | 2                | 1                | 2                | 0                | 0                | 0                | 4                | 1                |
| 総通算           | 総通算           | 総通算           | 総通算           | 107              | 4                | 10               | 0                | 5                | 0                | 122              | 4                |

- Jリーグ初出場 - 1994年11月5日 Jリーグ2ndステージ第18節 サンフレッチェ広島戦（2-1、草薙）
- Jリーグ初得点 - 2001年8月25日 J1リーグ2ndステージ第3節 横浜F・マリノス戦（2-3、横浜国際）

## トリビア
- 姓の「イトウ」ではなく名前の「ユヅキ」で呼ばれる事が多い。これは、清水には伊東輝悦、川崎には伊藤彰や伊藤宏樹と、同じチームに「イトウ」姓の選手が他にいた事にも由来する。